# Internazionali d'Italia 1953 - Singolare maschile
Il singolare maschile del torneo di tennis Internazionali d'Italia 1953 ha avuto come vincitore il cecoslovacco naturalizzato egiziano Jaroslav Drobný (terzo successo) che ha battuto in finale l’australiano Lew Hoad, per 6-2, 6-1, 6-2. Grazie al suo terzo successo nella competizione, Drobny si è aggiudicato anche il Premio Presidente della Repubblica.

## Tabellone

### Legenda
| - Q = Qualificato - WC = Wild card - LL = Lucky loser | - ALT = Alternate - SE = Special Exempt - PR = Protected Ranking | - w/o = Walkover - r = Ritirato - d = Squalificato |

### Fase finale
|  | Quarti di finale | Quarti di finale | Quarti di finale | Quarti di finale | Quarti di finale | Quarti di finale | Quarti di finale |  |  | Semifinali      | Semifinali      | Semifinali      | Semifinali      | Semifinali | Semifinali | Semifinali |   |   | Finale          | Finale          | Finale          | Finale          | Finale | Finale | Finale |  |
|  |                  |                  |                  |                  |                  |                  |                  |  |  |                 |                 |                 |                 |            |            |            |   |   |                 |                 |                 |                 |        |        |        |  |
|  | Jaroslav Drobný  | Jaroslav Drobný  | Jaroslav Drobný  | 6                | 4                | 6                | 6                |  |  |                 |                 |                 |                 |            |            |            |   |   |                 |                 |                 |                 |        |        |        |  |
|  | Bernard Bartzen  | Bernard Bartzen  | Bernard Bartzen  | 2                | 6                | 1                | 1                |  |  | Jaroslav Drobný | Jaroslav Drobný | Jaroslav Drobný | Jaroslav Drobný | 6          | 6          | 6          |   |   |                 |                 |                 |                 |        |        |        |  |
|  | Ken Rosewall     | Ken Rosewall     | Ken Rosewall     | Ken Rosewall     | 6                | 6                | 6                |  |  | Ken Rosewall    | Ken Rosewall    | Ken Rosewall    | Ken Rosewall    | 1          | 4          | 2          |   |   |                 |                 |                 |                 |        |        |        |  |
|  | Budge Patty      | Budge Patty      | Budge Patty      | Budge Patty      | 4                | 3                | 2                |  |  |                 |                 |                 |                 |            |            |            |   |   | Jaroslav Drobný | Jaroslav Drobný | Jaroslav Drobný | Jaroslav Drobný | 6      | 6      | 6      |  |
|  | Fausto Gardini   | Fausto Gardini   | Fausto Gardini   | Fausto Gardini   | 6                | 8                | 6                |  |  |                 |                 | Lew Hoad        | Lew Hoad        | Lew Hoad   | Lew Hoad   | 2          | 1 | 2 |                 |                 |                 |                 |        |        |        |  |
|  | Lennart Bergelin | Lennart Bergelin | Lennart Bergelin | Lennart Bergelin | 3                | 6                | 3                |  |  | Fausto Gardini  | Fausto Gardini  | Fausto Gardini  | Fausto Gardini  | 1          | 3          | 2          |   |   |                 |                 |                 |                 |        |        |        |  |
|  | Lew Hoad         | Lew Hoad         | Lew Hoad         | 7                | 7                | 6                | 6                |  |  | Lew Hoad        | Lew Hoad        | Lew Hoad        | Lew Hoad        | 6          | 6          | 6          |   |   |                 |                 |                 |                 |        |        |        |  |
|  | Sven Davidson    | Sven Davidson    | Sven Davidson    | 5                | 9                | 1                | 2                |  |  |                 |                 |                 |                 |            |            |            |   |   |                 |                 |                 |                 |        |        |        |  |